# 科泽科德
科泽科德（馬拉亞拉姆語：കോഴിക്കോട്，/koːɻikːoːʈ/ⓘ），旧称卡利卡特、卡利庫特（英語：Calicut），在中国古籍《诸番志》称为古里，是印度南部喀拉拉邦第三大城市（1991年之人口為801,190人），為昔日的马拉巴尔地区的一部分。
这座城市为中国明代的郑和与葡萄牙的瓦斯科·达·伽马两位东西方航海家共同的登陆地点及去世地点而著名。英文单词“印花布”（calico）和“三花猫”（calico）的字源出于此城市的名称。

## 地理
科泽科德位于印度西南海岸科澤科德縣，西临阿拉伯海。科泽科德县位于北纬11°08'和北纬11°50'之间及东经75°30'和东经76°08'之间。

## 历史
科泽科德（Kozhikode）是马拉雅拉姆语中的名字，出现于公元13世纪。阿拉伯语中的名字为Kalikut。在宋代典籍‬《诸番志》，《西洋番国志》中称为南毗国（来自婆罗门姓 Namburi），元代古籍中称为“古里佛”，明代古籍称为“古里”。伊本·白图泰游纪中称为为Kalicut（卡里卡特）。科泽科德还被称为公鸡堡垒（Cock Fort）。
科泽科德有着古老的历史。在桑伽姆（Sangam）时期（公元前3世纪到公元3世纪）科泽科德就是以泰米尔语Kallikkottai作为名字的港口了。阿拉伯人和中国人在这里从事香料贸易，这座港口城市逐渐开始繁荣起来。科泽科德在后桑伽姆时期的历史没有被记载下来，那属于南部印度的黑暗时期。公元9世纪时，科泽科德成为第二朱罗王朝（Chera）的一部分。朱罗王国又称Perumals王国。公元1122年这个王国分裂为许多独立的地带，称为Nadus，其中包括Ernad和Polanad。科泽科德开始时是处于Polanad的统治者Porlarthris的管辖之下。
公元13世纪时，科泽科德是Polanad和Ernad的争夺的一个重要的城市。Ernad的总部在Nediyiruppu，它的统治者Udaiyavar想要得到一个出海口。经过48年的争斗，Ernad赢得了胜利，在Velapuram建立了城堡。在Ernad占据了科泽科德后，统治者Udaiyavar的势力得到了增强，他被人们称为Swami Nambiyathiri Thirumulpad，后来又改称Samuri或Samuthiri，欧洲人称他为“扎莫林”（西方语言为Zamorin，来源于马拉雅拉姆语Samuthri Raja，意思是统治大海和山川的人）。
被城堡环绕的地带被称为Koyil (宫殿)和 Kodu（筑堡垒于），根据史学家K.V. Krishnan Iyer 的研究，这就是科泽科德名字的来源。科泽科德以其在马拉巴尔海岸上的优越的地理位置成为当时世界上重要的海上贸易中心。扎莫林将科泽科德辟为一个自由港，任何船只都可以在科泽科德停泊，补充淡水和食物。这一举措使科泽科德成为马拉巴尔海岸最富庶的国家。胡椒和生姜是当时科泽科德主要的出口货物。穆斯林占据着这个国家的统治地位，通过给予马拉巴尔海岸的阿拉伯人特殊照顾，确保了科泽科德在海上贸易的优势地位。很久以来，科泽科德就以它迷人的特征和繁荣的景象吸引着游客。公元14世纪时摩洛哥旅行家伊本·白图泰多次访问科泽科德。直到今天，科泽科德曾经拥有的荣耀仍未退色。
14世纪时中国旅行家汪大渊曾访问过古里佛，在所著《岛夷志略》一书有专篇纪述。从明代洪武年间到永乐元年（1403年）期間曾多次派遣使者访问古里。根据随郑和下西洋的翻译官马欢所著《瀛涯胜览》记载，古里国人分五等：回回、南毗、哲地、革令、木瓜；国人多数信回教，国王南毗人（Namburi），信释教，掌管国事的大头目信回教。
国王曾在永乐三年（1405年）、五年（1407年）、七年（1409年）派遣使者去明帝国朝贡，贡献宝石、金腰带、珊瑚珠、胡椒、木香等；其中的金腰带是国王令匠人用50两黄金抽细丝编成片，镶嵌多色宝石、珍珠造成的一条宝带。两国关系十分密切。

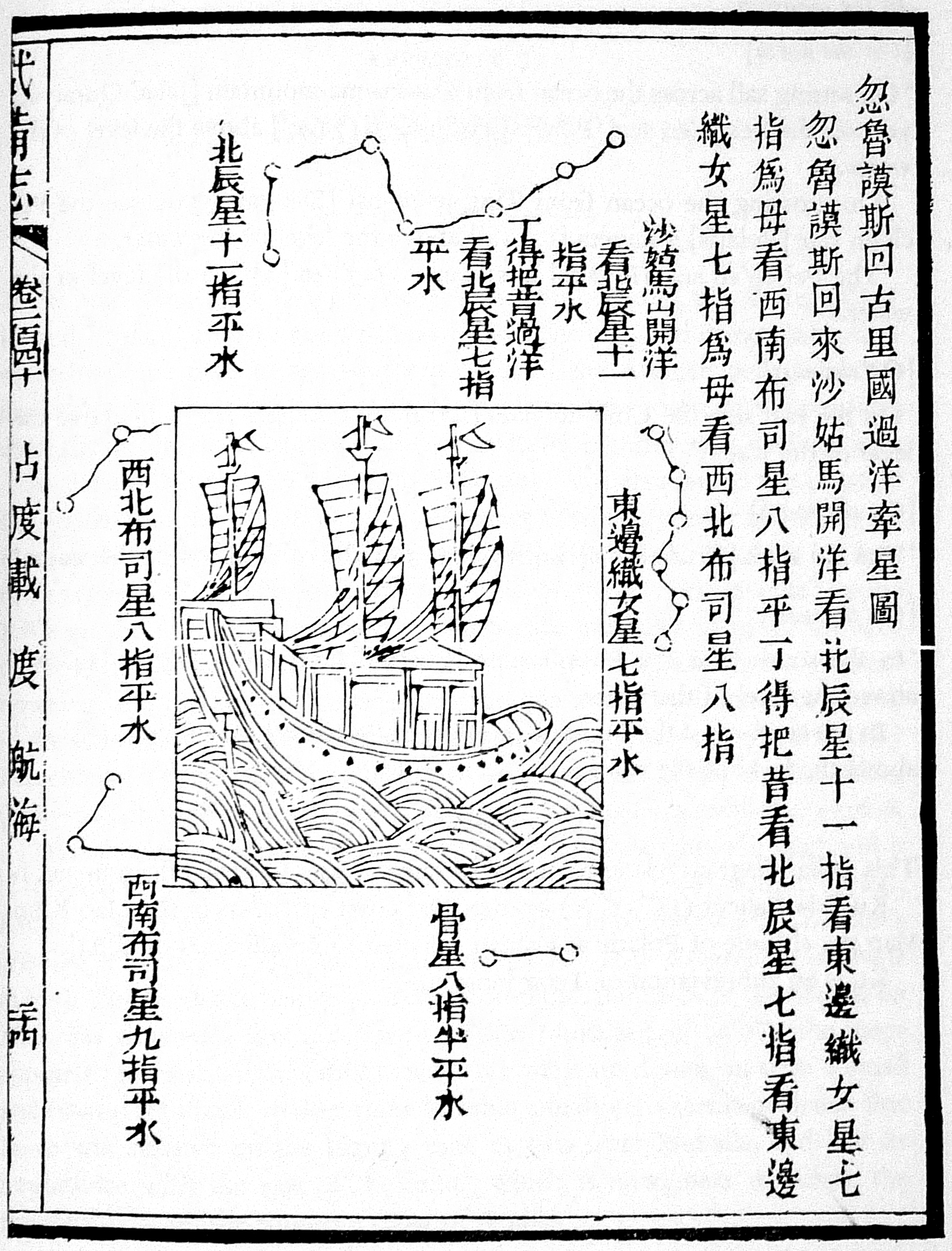
郑和从忽鲁谟斯国回古里国

郑和率领商船队七次下西洋，首次下西洋于永乐三年1405年冬到达古里，在之后每次都会访问古里。郑和的船队带来了中国的瓷器和丝绸，国王派掌管国家事务的大头目带领二头目、算手、中介人和中国官员面对面议价，平等交易，击掌定价，书写两份合约，各收一份，此后无论货物价格升降，双方都信守合同无悔。古里国以六成金币“法南”(fanam)或银币“答儿”（tar）支付货款。随后古里国的富商带来宝石、珍珠、珊瑚等货物来议价，为期一到三个月。郑和的船队还把古里作为补充淡水和食物以及向西进入阿拉伯海和非洲海岸的基地。
永乐五年（1407年），郑和第二次下西洋到达古里后，国王接受了中国皇帝明成祖朱棣诏封古里王的敕书和诰命银印，各头目接受升赏品级冠服；郑和还在古里立石碑亭纪念：“其国去中国十万余里，民物咸若，熙嗥同风，刻石于兹，永示万世”。（1613年耶稣教传教士Godiho de Eredia 曾看见郑和在古里所立石碑。）。根据史料记载郑下西洋队伍中还有两名古里国人沙班和沙孝祖，二人都是原南京锦衣卫副千户。1433年4月郑和最后一次下西洋途中去世于古里。
科泽科德的政治历史也是西方大国策划的诡谲和怀有敌意的阴谋故事。1498年5月瓦斯科·达·伽马带领一个葡萄牙贸易代表团在卡里卡特北部18千米处的Kappad登陆。卡里卡特当地的统治者和达·伽马谈判从阿拉伯过来的贸易路线时，起了剧烈的冲突。扎莫林派出了一支由80艘战船和1500人组成的舰队。最后达·伽马让步，以一封模稜兩可的海路权信件为协谈条件，并拒绝留下他船上的物品做为抵押。达·伽马在卡里卡特留下了几位葡萄牙水手，做为日后贸易的联络人，但是这些葡萄牙籍联络人后来都被谋杀了。
1502年2月12日，达·伽马率领20艘军舰再度从葡萄牙出发，准备用葡萄牙的军事力量来巩固新开的航线。当达·伽马抵达卡里卡特时，他的船队已扩编到29艘，很快征服了该地，并略夺了大量的贵重商品。1524年，达·伽马在印度已有“武力至上的问题调停者”的称呼，他派遣了更多军舰到东非和西印度。1524年12月24日达·伽马在当地过世，被火化后埋在印度柯钦的圣法兰西斯教堂，1539年才被迁回葡萄牙，重葬在维第格拉（Vidiqueira）。
1528年和1538年科泽科德的统治者在同葡萄牙人争夺香料贸易主导权的战争中连续两次战败，葡萄牙人在科泽科德修筑了堡垒。1540年葡萄牙人对香料贸易的独占权得到最后承认。和平只持续了一阵子，1571年当地国王破坏了葡萄牙人的堡垒。1588年葡萄牙人再次赢得了战争，重新获得了在科泽科德驻扎的权利。1600年葡萄牙人和国王的军队一起镇压了当地海军将领Kunjali的叛乱。
17世纪的初期, 荷兰人也开始在科泽科德发展贸易，葡萄牙力量和影响开始退色。科泽科德联合荷兰人在1663年到1664年取得了对葡萄牙人的最后的胜利，从而摆脱了葡萄牙人的控制。1664年英格兰人在科泽科德开设了一个商业据点，1698年法兰西王国人也开了一个。
1766年印度迈索尔的穆斯林统治者海德尔·阿里率领军队攻占并破坏了科泽科德，科泽科德最后一代统治者在自己的宫殿内自杀。1792年，英格兰人赶走了迈索尔的统治者，从此开始直接统治科泽科德。
1947年印度独立，结束了大英帝国的统治。科泽科德成为马德拉斯的第一个成员。1956年印度的行政区划按照语言界限重新组织，科泽科德从此属于喀拉拉邦。

## 气候
科泽科德区的气候一般比较潮湿，3月到5月间天气非常的热。最重要的雨季在西南季风期间，从6月份的第一个星期延续到9月份。东北季风从10月份的下半月延续到11月。年均降雨量是3266毫米。最好的天气出现在年末，在12月和1月间天空很晴朗，空气也很清新。
最高气温39.4℃（1975年3月）；最低气温14℃（1975年12月26日）。
| 科泽科德 (1981–2010, 極端數據 1901–2012) | 科泽科德 (1981–2010, 極端數據 1901–2012) | 科泽科德 (1981–2010, 極端數據 1901–2012) | 科泽科德 (1981–2010, 極端數據 1901–2012) | 科泽科德 (1981–2010, 極端數據 1901–2012) | 科泽科德 (1981–2010, 極端數據 1901–2012) | 科泽科德 (1981–2010, 極端數據 1901–2012) | 科泽科德 (1981–2010, 極端數據 1901–2012) | 科泽科德 (1981–2010, 極端數據 1901–2012) | 科泽科德 (1981–2010, 極端數據 1901–2012) | 科泽科德 (1981–2010, 極端數據 1901–2012) | 科泽科德 (1981–2010, 極端數據 1901–2012) | 科泽科德 (1981–2010, 極端數據 1901–2012) | 科泽科德 (1981–2010, 極端數據 1901–2012) |
| 月份                                     | 1月                                      | 2月                                      | 3月                                      | 4月                                      | 5月                                      | 6月                                      | 7月                                      | 8月                                      | 9月                                      | 10月                                     | 11月                                     | 12月                                     | 全年                                     |
| ---------------------------------------- | ---------------------------------------- | ---------------------------------------- | ---------------------------------------- | ---------------------------------------- | ---------------------------------------- | ---------------------------------------- | ---------------------------------------- | ---------------------------------------- | ---------------------------------------- | ---------------------------------------- | ---------------------------------------- | ---------------------------------------- | ---------------------------------------- |
| 历史最高温 °C（°F）                      | 35.6 (96.1)                              | 36.6 (97.9)                              | 36.5 (97.7)                              | 37.2 (99.0)                              | 37.2 (99.0)                              | 35.1 (95.2)                              | 33.2 (91.8)                              | 33.2 (91.8)                              | 34.0 (93.2)                              | 34.9 (94.8)                              | 35.2 (95.4)                              | 35.3 (95.5)                              | 37.2 (99.0)                              |
| 平均最高温 °C（°F）                      | 33.4 (92.1)                              | 33.7 (92.7)                              | 34.2 (93.6)                              | 34.6 (94.3)                              | 34.5 (94.1)                              | 32.9 (91.2)                              | 31.5 (88.7)                              | 31.1 (88.0)                              | 31.8 (89.2)                              | 32.9 (91.2)                              | 33.2 (91.8)                              | 33.5 (92.3)                              | 34.8 (94.6)                              |
| 平均高温 °C（°F）                        | 32.2 (90.0)                              | 32.6 (90.7)                              | 33.2 (91.8)                              | 33.6 (92.5)                              | 32.9 (91.2)                              | 30.0 (86.0)                              | 29.0 (84.2)                              | 29.0 (84.2)                              | 30.2 (86.4)                              | 31.1 (88.0)                              | 31.8 (89.2)                              | 32.2 (90.0)                              | 31.5 (88.7)                              |
| 平均低温 °C（°F）                        | 22.8 (73.0)                              | 23.8 (74.8)                              | 25.4 (77.7)                              | 26.4 (79.5)                              | 26.1 (79.0)                              | 24.3 (75.7)                              | 23.7 (74.7)                              | 23.8 (74.8)                              | 24.1 (75.4)                              | 24.2 (75.6)                              | 24.0 (75.2)                              | 22.9 (73.2)                              | 24.3 (75.7)                              |
| 平均最低温 °C（°F）                      | 20.6 (69.1)                              | 21.8 (71.2)                              | 23.5 (74.3)                              | 23.5 (74.3)                              | 23.0 (73.4)                              | 22.5 (72.5)                              | 22.1 (71.8)                              | 22.3 (72.1)                              | 22.8 (73.0)                              | 22.6 (72.7)                              | 21.8 (71.2)                              | 20.5 (68.9)                              | 20.0 (68.0)                              |
| 历史最低温 °C（°F）                      | 13.8 (56.8)                              | 16.1 (61.0)                              | 19.4 (66.9)                              | 21.0 (69.8)                              | 20.0 (68.0)                              | 20.6 (69.1)                              | 20.5 (68.9)                              | 20.6 (69.1)                              | 21.1 (70.0)                              | 18.6 (65.5)                              | 16.1 (61.0)                              | 16.1 (61.0)                              | 13.8 (56.8)                              |
| 平均降雨量 mm（）                        | 3.1 (0.12)                               | 3.9 (0.15)                               | 13.0 (0.51)                              | 84.3 (3.32)                              | 242.4 (9.54)                             | 846.4 (33.32)                            | 734.4 (28.91)                            | 412.2 (16.23)                            | 247.8 (9.76)                             | 309.5 (12.19)                            | 133.1 (5.24)                             | 23.9 (0.94)                              | 3,053.9 (120.23)                         |
| 平均降雨天数                             | 0.2                                      | 0.2                                      | 0.9                                      | 3.5                                      | 8.9                                      | 23.3                                     | 23.8                                     | 19.3                                     | 11.7                                     | 11.4                                     | 6.0                                      | 1.4                                      | 110.6                                    |
| 平均相對濕度（％） （17:30 IST）         | 65                                       | 66                                       | 69                                       | 71                                       | 75                                       | 85                                       | 87                                       | 86                                       | 82                                       | 78                                       | 73                                       | 65                                       | 75                                       |
| 来源：India Meteorological Department    |                                          |                                          |                                          |                                          |                                          |                                          |                                          |                                          |                                          |                                          |                                          |                                          |                                          |

## 人口
印度教徒是主要人口，其次是穆斯林和基督徒。科泽科德区的穆斯林被称作Mappilas。他们大多数是追随沙斐仪学派的逊尼派教徒。虽然人们认为基督教在公元52年就传入了喀拉拉邦，但是直到15世纪末葡萄牙人出现后科泽科德区的基督徒数目才有了较大的发展。

## 名胜
科泽科德有许多寺庙，比较重要的有Tali寺、Thiruvannur寺、Azhokodi寺、Valayanadu寺、Varakkal寺、Bilathikulam寺、Bhairagi Madam寺、Lokanarkavu寺。寺庙和清真寺里有许多雕塑和铭文。
在科泽科德东部的小山上有美术画廊和Krishna Menon博物馆。Lalitha Kala学院在科泽科德市政厅附近有一间美术画廊。在城市的中心、Jaffer khan 殖民地旧址附近有一间天文馆。
距离科泽科德火车站大约55千米处有一个非常美丽的瀑布－Thusharagiri，由喀拉拉旅游发展公司提供服务。

## 文化
科泽科德在马拉雅拉姆语和文学领域有很多重大贡献。科泽科德以被称为Vadakkan Pattukal的民歌或民谣而著名。颂扬传说中的武士Thacholi Othenan事迹的歌曲最为流行。穆斯林还喜欢唱由阿拉伯语和马拉雅拉姆语综合而来的Mappilapattu和Oppana。在Thulam月里，吠陀学者们为赢得令人垂涎的Pattathanam称号而展开有名的智力辩论。
科泽科德人喜爱ghazals和足球。人们对世界杯有着浓厚的兴趣，甚至超过了对印度非官方的全国性体育项目－板球的热爱。
科泽科德有一条繁华的商业街"Mithai Theruvu"，从纱丽服到化妆品，从家庭旅馆到甜品店，应有尽有。科泽科德的多元文化还体现在对印度教的歐南節(Onam)、基督教的圣诞节和穆斯林的古尔邦节等各种节日的同等欢迎上。
科泽科德的饮食文化也很丰富。素食有“sadya”（用米、萨巴粉、七种不同的咖喱和印度薄饼做成的全素宴）。荤腥食物有咖哩姜饭、酥油米加肉咖喱、海鲜（大虾、贻贝与淡菜、鲭鱼、其它海鱼）、非常辣的像纸一样薄的Pathiris。科泽科德的另一美食是又脆又薄的香蕉片，还有非常甜的点心＂科泽科德哈尔瓦＂。

## 教育
卡利卡特医学院：印度最有名的医学院之一。该医学院最近创办了卡利卡特医疗学报，是印度首份开放的医疗学报。
全国理工学院：印度最有名的工程学院之一。从前是地方工学院并与卡利卡特大学有合作。现在是一所被高度评价的大学。
印度管理学院：是印度管理学院在卡利卡特的新成员，该学院被列为印度最好的10所B类学校之一。
Zamorins Guruvayurappan 学院：印度最古老和最有名望的学院之一，由卡利卡特的Zamorins创办。
位于Devagiri的圣约瑟夫学院：著名的艺术和科学学院，被全国评估和鉴定委员会评为A级。
卡利卡特大学的Farook学院：是卡利卡特大学中唯一一个被大学教育资助委员会认定为优秀中心的学院，还被全国评估和鉴定委员会评为5星级。

## 交通
科澤科德國際機場

## 延伸阅读
[在维基数据编辑]
 《明史卷三百二十六》，出自《明史》

### 网络
1. ↑  . The Hindu (Chennai, India). 2010-11-09  [2010-11-20]. （原始内容存档于2012-01-20）.
2. ↑   (PDF). Office of the Registrar General & Census Commissioner, India.   [2012-03-26]. （原始内容存档 (PDF)于2013-04-02）.
3. 1 2 3   (PDF). Office of the Registrar General & Census Commissioner, India.   [2012-03-26]. （原始内容存档 (PDF)于2018-12-25）.
4. ↑  
 (PDF). Climatological Normals 1981–2010. India Meteorological Department: 165–166. January 2015  [19 February 2020]. （原始内容 (PDF)存档于5 February 2020）.
5. ↑  
 (PDF). India Meteorological Department: M108. December 2016  [19 February 2020]. （原始内容 (PDF)存档于5 February 2020）.

### 书籍
- （元）汪大渊著《岛夷志略》，中华书局，ISBN 7-10102028-7
- （明） 马欢原著 万明校注 明钞本 《瀛涯胜览》校注 海洋出版社 2005 ISBN 7-5027-6378-3
- （明）巩珍著《西洋番国志》，中华书局向达校注，ISBN 7-101-02025-9
- （明） 黄省曾著 《西洋朝贡典录校注》中华书局 ISBN 7-101-02029-1